# La dea verde
La dea verde (The Green Goddess) è un film del 1930, diretto da Alfred E. Green. È tratto dalla commedia di William Archer interpretata a Broadway da George Arliss. L'attore inglese aveva già portato sullo schermo il personaggio del rajah snob ma crudele in una precedente versione muta dallo stesso titolo.
Nel 1930, Arliss ottenne due candidature all'Oscar, una per La dea verde, l'altra per Disraeli per cui vinse il premio.
La Warner Bros. usò per il film il nuovo sistema Vitaphone sound system.
Nel 1943, D. Ross Lederman ne girò un'ulteriore versione con Adventure in Iraq, interpretata da John Loder.

## Trama
Per vendicare la sentenza di morte di tre principi indiani, parte dell'India si ribella agli inglesi, creando situazioni di pericolo per i residenti britannici. Tre di questi, il maggior Crespin, sua moglie Lucille e l'amico dottor Traherne, volano verso il nord, per andare a salvare i bambini della coppia, in vacanza in una zona di montagna.
L'aereo però cade e il terzetto viene catturato dai sudditi di un rajah che si scoprirà essere il fratello dei condannati a morte. L'uomo decide di approfittare di quei bianchi cadutigli tra le mani, per offrirli in sacrificio alla dea verde, l'idolo del suo popolo, per pareggiare la morte dei suoi tre fratelli.
Gli inglesi dapprima credono di essere ospiti del rajah, che li tratta con cortesia, ma poi scoprono con raccapriccio che sono destinati al sacrificio. La fuga è impossibile, ma il maggiore intuisce che il rajah è in possesso di una radio ricetrasmittente. Riesce, con l'aiuto del medico, a trovarla e a lanciare un messaggio di aiuto.
Il maggiore viene ucciso e Lucille e il medico  (che si amano) vengono condotti alla grotta del sacrificio. Mentre la condanna sembra inevitabile, arrivano le truppe britanniche che salvano i due.

## Produzione
Il film fu prodotto dalla Warner Bros. (con il nome The Vitaphone Corporation) e venne girato nel 1929 all'Iverson Ranch di Chatsworth (Los Angeles)

## Distribuzione
Distribuito dalla Warner Bros. (con il nome The Vitaphone Corporation), il film uscì nelle sale statunitensi il 13 febbraio 1930 con il titolo originale The Green Goddess. In Grecia, fu tradotto come I ekdikisis tou maharagia, in Italia come La dea verde.
Copie della pellicola si trovano conservate negli archivi della Library of Congress (35mm) e dell'Università del Wisconsin (16mm). Il film è compreso nel catalogo Turner Classic Movies.